# Grand Hotel Londra
Il Grand Hotel Londra è uno storico albergo di lusso di Sanremo sulla riviera di Ponente in Italia.

## Storia
L'albergo venne costruito e aperto nel 1861 dall'imprenditore rivolese Pietro Bogge con il nome di Hôtel de Londres, venendo frequentato soprattutto da una selezionata clientela di origine britannica. L'albergo fu noto per un certo periodo a cavallo tra il XIX e il XX secolo come il London Hotel, assumendo il suo nome attuale nel 1938.
Nel trascorso della sua storia l'hotel ha ospitato diversi personalità illustri tra cui il patriota e condottiero italiano Giuseppe Garibaldi, lo scrittore inglese Charles Dickens, il compositore ungherese Franz List e la poetessa inglese Caroline Gifford Phillipson.

## Descrizione
L'edificio presenta uno stile eclettico.

## Galleria d'immagini

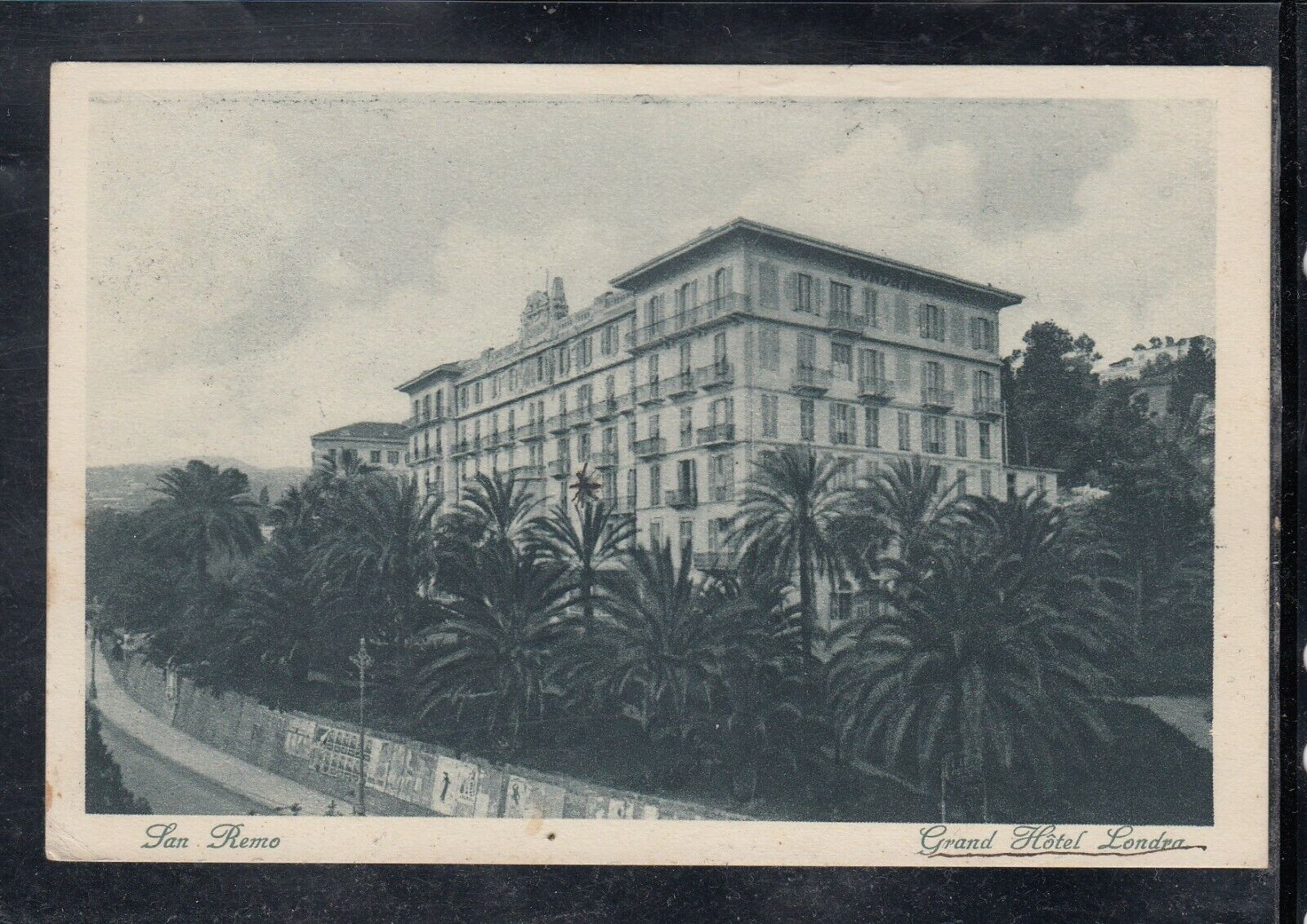
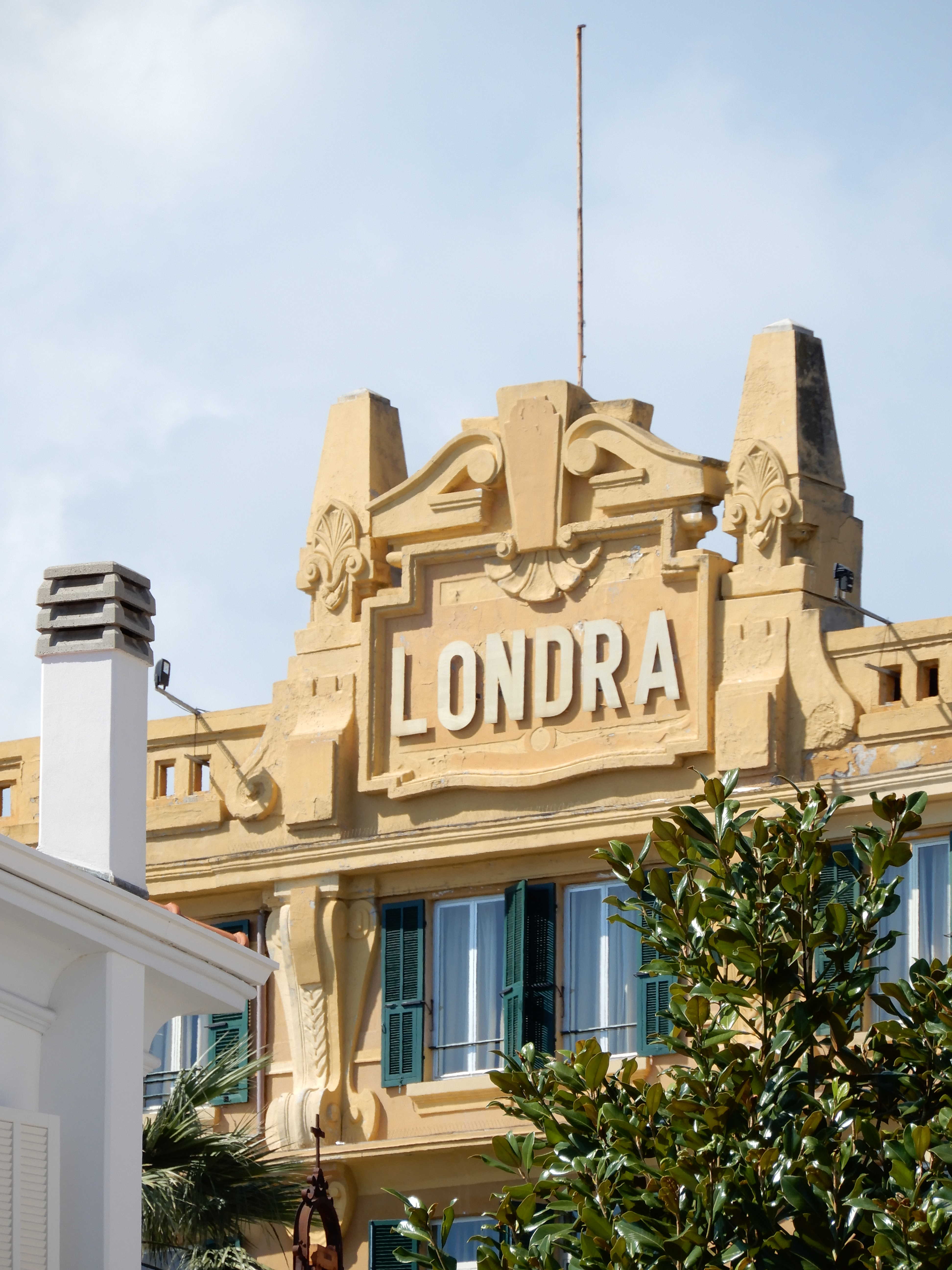
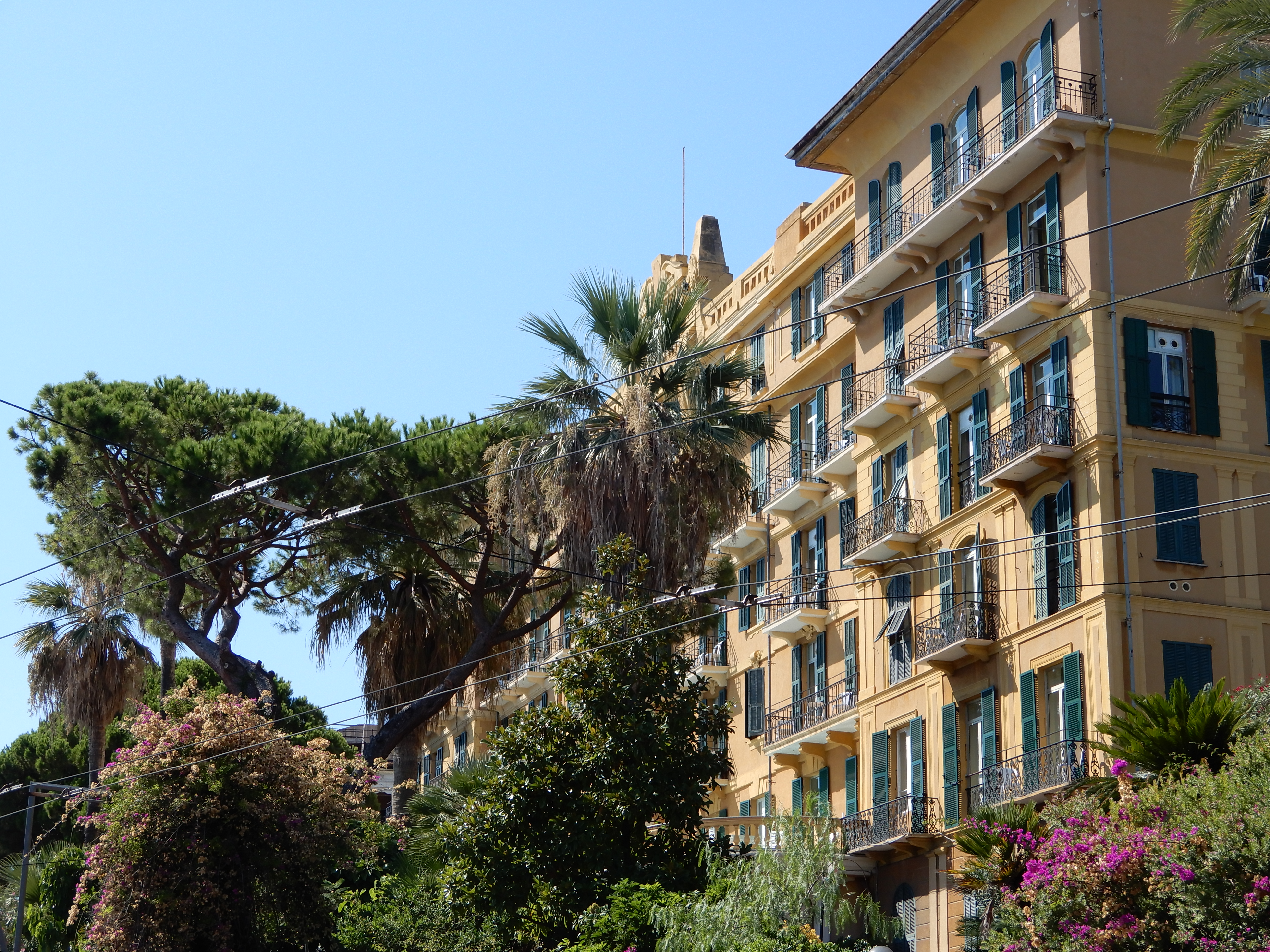